# Isabel Sofia de Brandemburgo (1674–1748)
Isabel Sofia de Brandemburgo (em alemão:  Elisabeth Sophie; Cölln, 5 de abril de 1674 — Römhild, 22 de novembro de 1748), foi uma duquesa-consorte da Curlândia, marquesa-consorte de Brandemburgo-Bayreuth e duquesa-consorte de Saxe-Meiningen. Foi casada com o duque Frederico Casimiro Kettler da Curlândia, com o marquês Cristiano Ernesto de Brandemburgo-Bayreuth, e com o duque Ernesto Luís I, Duque de Saxe-Meiningen. Foi regente da Curlândia enquanto o seu filho foi menor de idade entre 1698 e 1701.

## Biografia
Isabel Sofia era filha de Frederico Guilherme, Eleitor de Brandemburgo e da princesa Sofia Doroteia de Schleswig-Holstein-Sonderburg-Glücksburg. A 29 de abril de 1691, casou-se com o seu primo, o duque Frederico Casimiro Kettler da Curlândia. O casamento foi arranjado para cimentar a aliança entre as duas famílias. Em 1703, o seu irmão, o príncipe Alberto Frederico, casou-se com a filha do seu primeiro marido, a princesa Maria Doroteia. Quando o seu marido morreu em 1698, Isabel Sofia tornou-se regente e guardiã juntamente com o seu antigo cunhado, o príncipe Fernando. Em janeiro de 1701, Isabel Sofia deixou a Curlândia, o seu filho e a enteada e passou a viver na corte do seu irmão em Berlim. Mais tarde, passou a receber um rendimento da imperatriz Ana da Rússia.
A 30 de março de 1703, casou-se com o marquês Cristiano Ernesto de Brandemburgo-Bayreuth em Potsdam. Diz-se que o dominou por completo e que era ela quem orientava a sua política a favor do Reino da Prússia. O marido ofereceu-lhe o palácio Markgräfliches Schloss Erlangen, que recebeu o nome em sua honra. Era descrita como uma pessoa orgulhosa que adorava pompa e cerimónia. As suas despesas tiveram um efeito negativo nas finanças do seu estado.

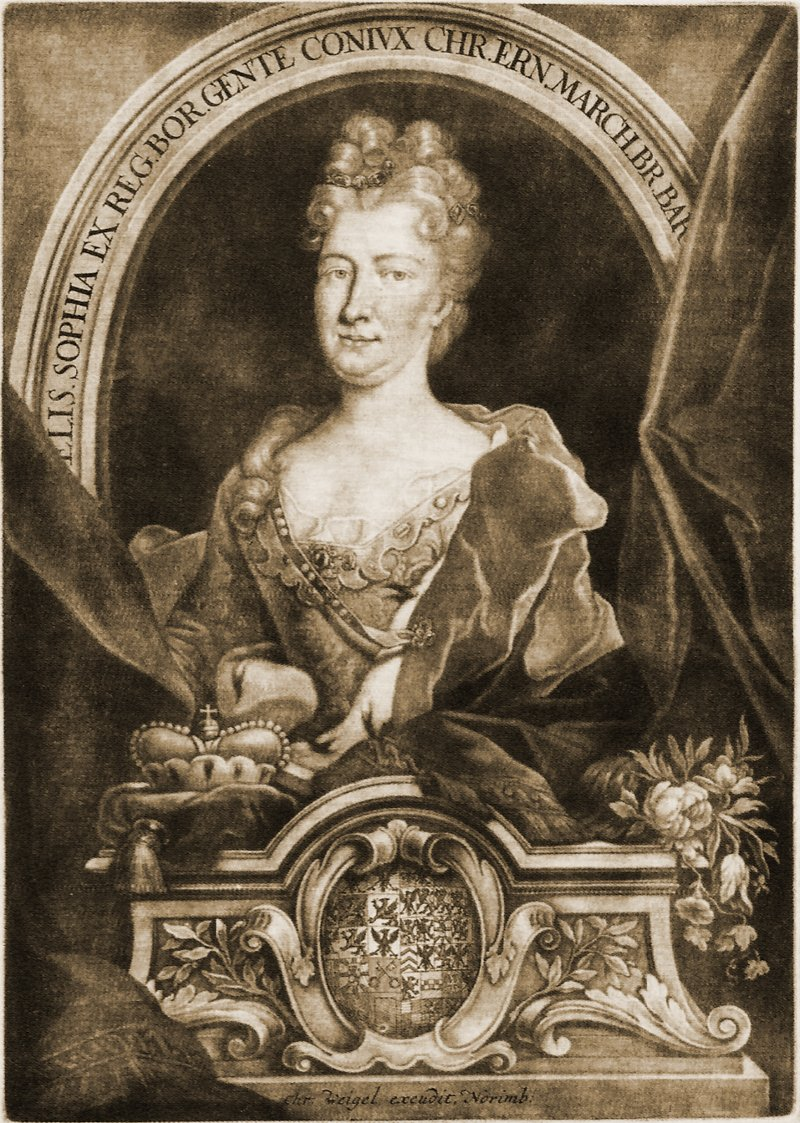
Isabel
Por Christoph Weigel, o Velho, em c. 1710

Dois anos após a morte do seu segundo marido, Isabel casou-se uma terceira vez, a 3 de Junho de 1714, no Schloss Ehrenburg com o duque Ernesto Luís I, Duque de Saxe-Meiningen.

## Descendência
- Frederico Guilherme, Duque da Curlândia (19 de julho de 1692 – 21 de janeiro de 1711), casado com a imperatriz Ana da Rússia; sem descendência.
- Leopoldo Carlos Kettler (14 de dezembro de 1693 – 21 de julho de 1697), morreu aos três anos de idade.

## Genealogia
| Isabel de Brandemburgo | Pai: Frederico Guilherme, Eleitor de Brandemburgo               | Avô paterno: Jorge Guilherme, Eleitor de Brandemburgo           | Bisavô paterno: João Segismundo, Eleitor de Brandemburgo             |
| Isabel de Brandemburgo | Pai: Frederico Guilherme, Eleitor de Brandemburgo               | Avô paterno: Jorge Guilherme, Eleitor de Brandemburgo           | Bisavó paterna: Ana da Prússia                                       |
| Isabel de Brandemburgo | Pai: Frederico Guilherme, Eleitor de Brandemburgo               | Avó paterna: Isabel Carlota do Palatinado                       | Bisavô paterno: Frederico IV, Eleitor Palatino                       |
| Isabel de Brandemburgo | Pai: Frederico Guilherme, Eleitor de Brandemburgo               | Avó paterna: Isabel Carlota do Palatinado                       | Bisavó paterna: Luísa Juliana de Orange-Nassau                       |
| Isabel de Brandemburgo | Mãe: Sofia Doroteia de Schleswig-Holstein-Sonderburg-Glücksburg | Avô materno: Filipe de Schleswig-Holstein-Sonderburg-Glücksburg | Bisavô materno: João II, Duque de Schleswig-Holstein-Sonderburg-Plön |
| Isabel de Brandemburgo | Mãe: Sofia Doroteia de Schleswig-Holstein-Sonderburg-Glücksburg | Avô materno: Filipe de Schleswig-Holstein-Sonderburg-Glücksburg | Bisavó materna: Isabel de Brunswick-Grubenhagen                      |
| Isabel de Brandemburgo | Mãe: Sofia Doroteia de Schleswig-Holstein-Sonderburg-Glücksburg | Avó materna: Sofia de Saxe-Lauemburgo                           | Bisavô materno: Francisco II de Saxe-Lauemburgo                      |
| Isabel de Brandemburgo | Mãe: Sofia Doroteia de Schleswig-Holstein-Sonderburg-Glücksburg | Avó materna: Sofia de Saxe-Lauemburgo                           | Bisavó materna: Maria de Brunvique-Luneburgo                         |